# Samantha Carter
Samantha „Sam” Carter – fikcyjna postać serii Gwiezdne wrota grana przez Amandę Tapping. Urodzona 29 grudnia 1968, zastępca dowódcy SG-1. Pełni rolę eksperta z dziedziny teoretycznej astrofizyki, jest liderem w dziedzinie technologii wrót i tuneli czasoprzestrzennych. Opracowała komputer wybierający współrzędne (odpowiednik DHD). Jest odważna i oddana sprawie oraz członkom drużyny. W 1999 roku awansowana na majora, w 2004 roku wraz z promocją na stopień podpułkownika została dowódcą SG-1. Później awansuje na pełnego pułkownika i zostaje dowódca ekspedycji Atlantis. Na początku 5. sezonu Atlantis wraca na ziemię, aby pozbyć się ostatniego Goa’ulda Baala (wydarzenia ukazane w Gwiezdne wrota: Continuum).  Przez krótki czas była nosicielem Tok’Ra Jolinar.